# Begonia kingdon-wardii
Begonia kingdon-wardii là một loài thực vật có hoa trong họ Thu hải đường. Loài này được Tebbitt mô tả khoa học đầu tiên năm 2007.